# 歓楽街

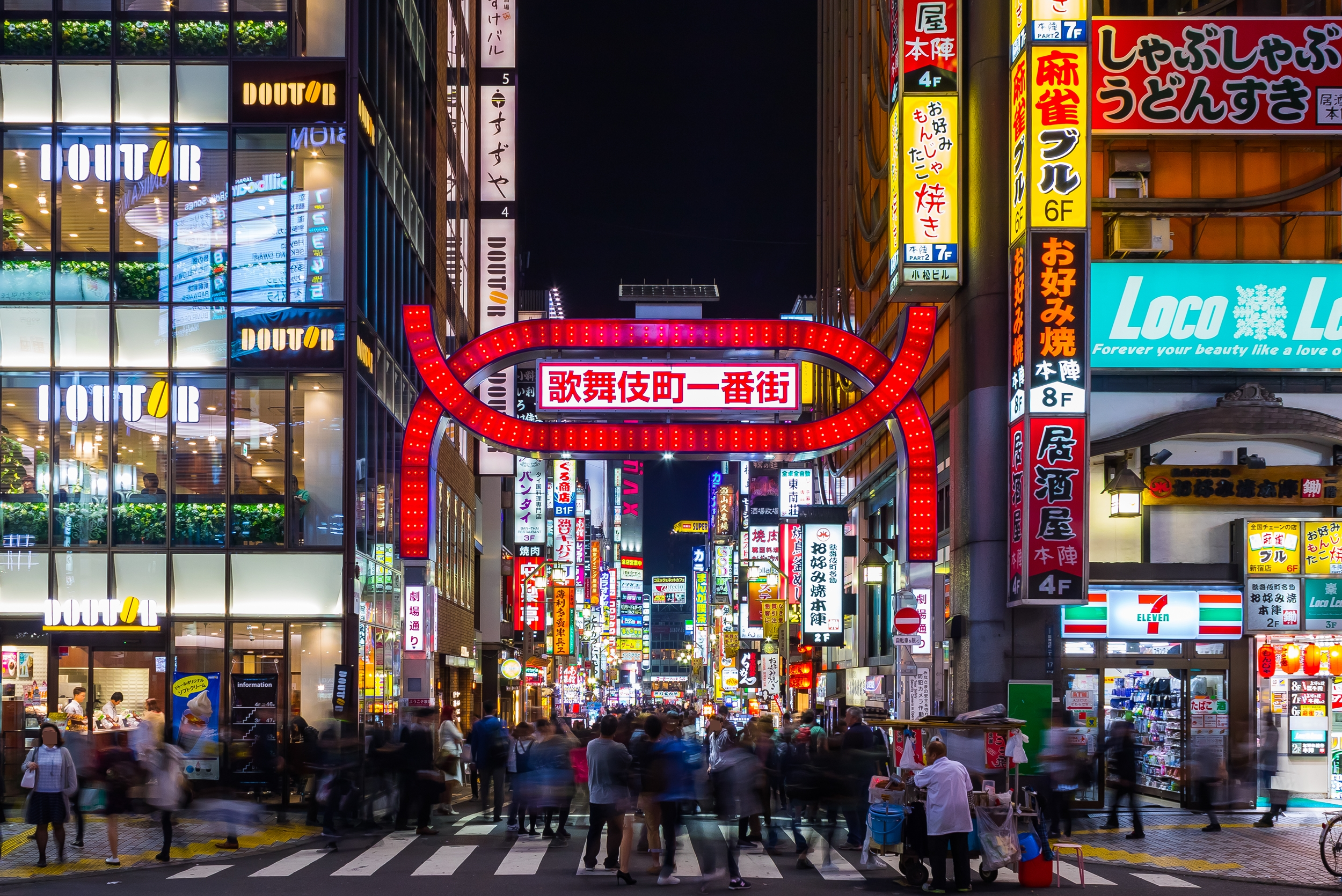
夜の歌舞伎町一番街の入口（東京都・新宿区）

歓楽街（かんらくがい）は、飲食店などのレジャー施設が多数集まっている地区のことである。盛り場、ネオン街とも称される。
都市部においては、昼間も活気があるイメージの「繁華街」という言葉に対し、夜間に営業されるスナックやバー、クラブ、ホストクラブ、キャバクラ、ガールズバーなど、酒類の提供や接待を主とする飲食店が夜の街を強調する意図をもって言い表すことが多い。場所によっては風俗店やラブホテルなどの性風俗産業なども集まる風俗街としての機能も持つ。
夜間営業の店が多いため、電飾（ネオン）を多用した派手で目立つ看板が多いのが特徴である。
また、旅行者が訪れる温泉街や宿場町などには、都市部ほど派手ではなく数も少ないが、歓楽街と称される一帯が付随していることが多い。業種の構成そのものは都市部とさほど違いはないが、外観は大きく異なる。
歌舞伎町（新宿区）、すすきの（札幌市）、中洲（福岡市）は日本三大歓楽街と言われ、特に歌舞伎町は国内最大規模である。

## 日本の歓楽街

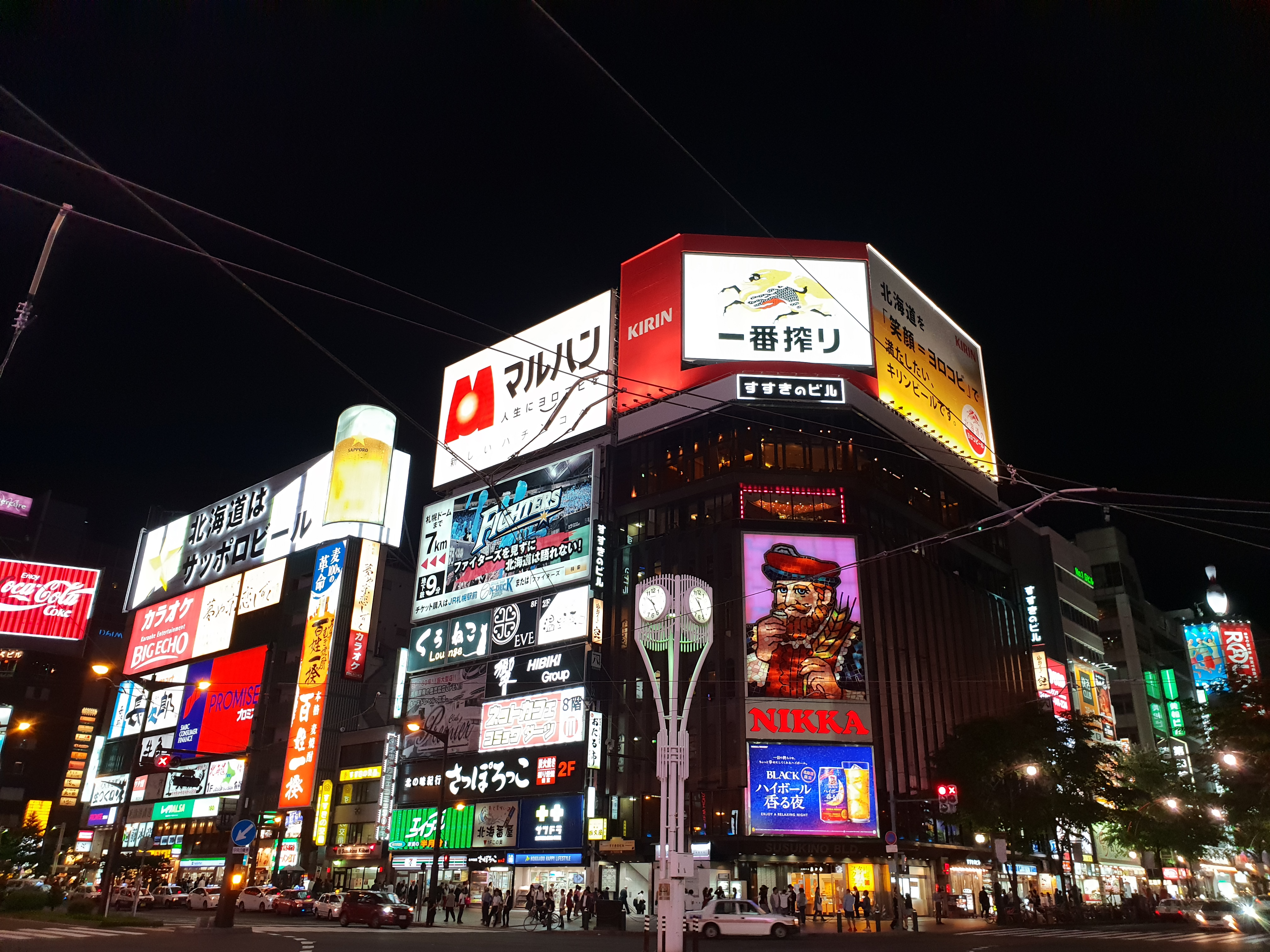
すすきの
（北海道札幌市中央区）

### 北海道
- 札幌市（政令市）
  - すすきの（中央区）
  - 大通（中央区）
  - 札幌駅（中央区・北区）
  - 琴似（西区）
  - 北24条（北区）
- その他北海道
  - 3・6街（旭川市）
  - オレンジ通り（稚内市）
  - 広小路（帯広市）
  - 末広・栄・川上（釧路市）
  - 花園（小樽市）
  - すずらん通り（苫小牧市）
  - 中島町（室蘭市）
  - 大門・五稜郭・本町（函館市）

### 東北
- 宮城県
  - 仙台市（政令市）
    - 国分町（青葉区）
- 青森県
  - 本町（青森市）
  - 長横町（八戸市）
  - 鍛冶町（弘前市）
- 秋田県
  - 川反（秋田市）
  - 馬口労町（横手市）
- 岩手県
  - 大通・菜園（盛岡市）
- 山形県
  - 香澄町（山形市）
- 福島県

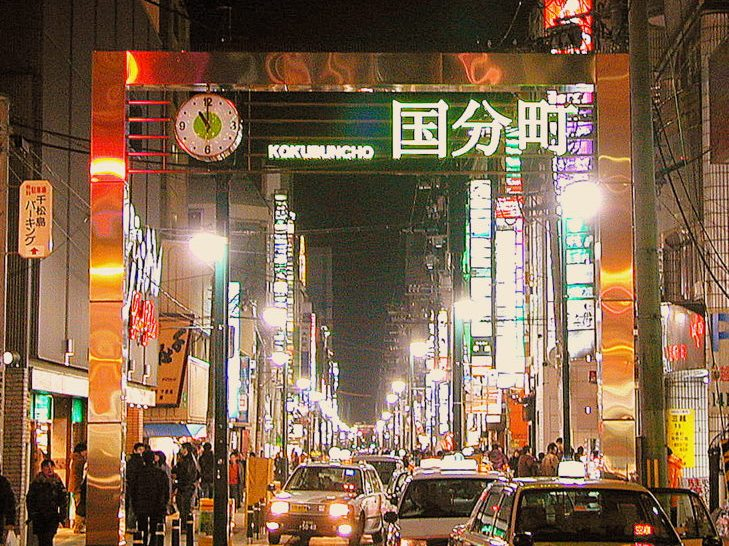
国分町
（宮城県仙台市青葉区）

  - 中央通り周辺エリア一帯（陣場町・置賜町・万世町）（福島市）
  - 陣屋（郡山市）
  - 小名浜（いわき市）

### 関東
- 東京都
  - 東京都区部（特別区）
    - 歌舞伎町（新宿区）
    - 池袋（豊島区）
    - 銀座（中央区）
    - 新橋（港区）
    - 六本木（港区）
    - 渋谷（渋谷区宇田川町・道玄坂）
    - 上野（台東区）
    - 浅草（台東区）
    - 吉原（台東区）
    - 鶯谷（台東区）
    - 錦糸町（墨田区）
    - 小岩（江戸川区）
    - 五反田（品川区）
    - 赤羽（北区）
    - 中野（中野区）
    - 高円寺(杉並区)
    - 蒲田（大田区）
    - 北千住（足立区）

  - 吉祥寺（武蔵野市）
  - 立川駅南口（立川市）
  - 三崎町（八王子市）
  - 町田駅周辺（町田市）
- 神奈川県
  - 横浜市（政令市）
    - 伊勢佐木町（横浜市中区）
    - 野毛（横浜市中区）
    - 福富町（横浜市中区）
    - 黄金町（横浜市中区）

  - 川崎市（政令市）

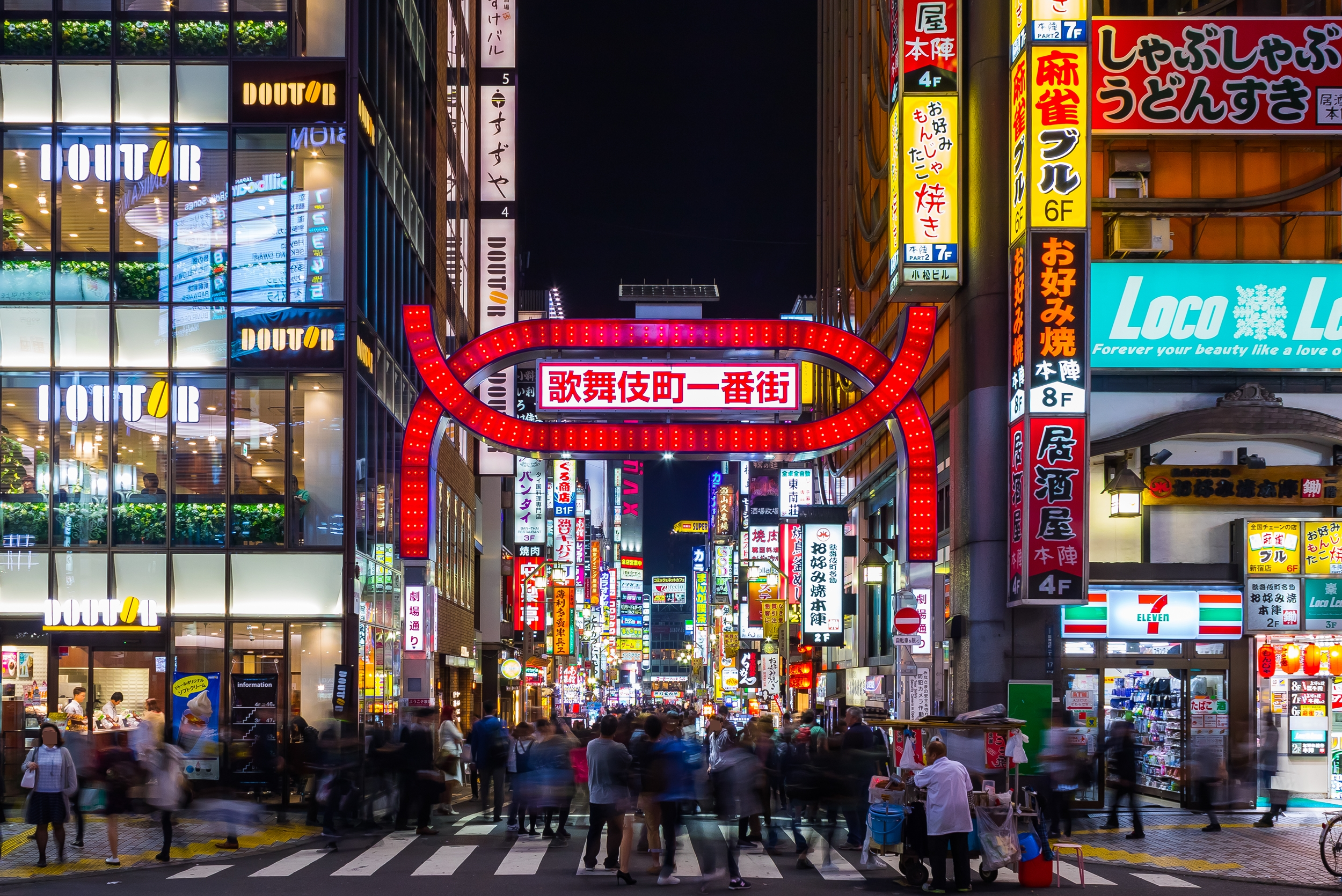
歌舞伎町
（東京都新宿区）

    - 堀之内、南町周辺エリア一帯（川崎市川崎区）
    - 登戸（川崎市多摩区）

  - どぶ板通り（横須賀市）
  - 本厚木（厚木市）
  - 藤沢（藤沢市）
  - 宮小路（小田原市）
  - 紅谷町（平塚市）
- 千葉県
  - 千葉市（政令市）
    - 栄町（千葉市中央区）
    - 富士見（千葉市中央区）
    - 中央（千葉市中央区）

  - 船橋（船橋市）
  - 西船（船橋市）
  - 柏（柏市）
  - 松戸（松戸市）
- 埼玉県
  - さいたま市（政令市）
    - 大宮北銀座（さいたま市大宮区）
    - 大宮南銀座（さいたま市大宮区）

  - 西川口（川口市）
  - 南越谷（越谷市）
  - 川越
  - 所沢
  - 熊谷
- 茨城県
  - 大工町（水戸市）
  - 天王町（水戸市）
  - 桜町（土浦市）
- 栃木県
  - オリオン通り（宇都宮市）
  - 泉町（宇都宮市）
- 群馬県
  - 千代田町周辺エリア一帯（前橋市）
  - 柳川町（高崎市）
  - 本町（高崎市）
  - 南一番街（太田市）

### 中部

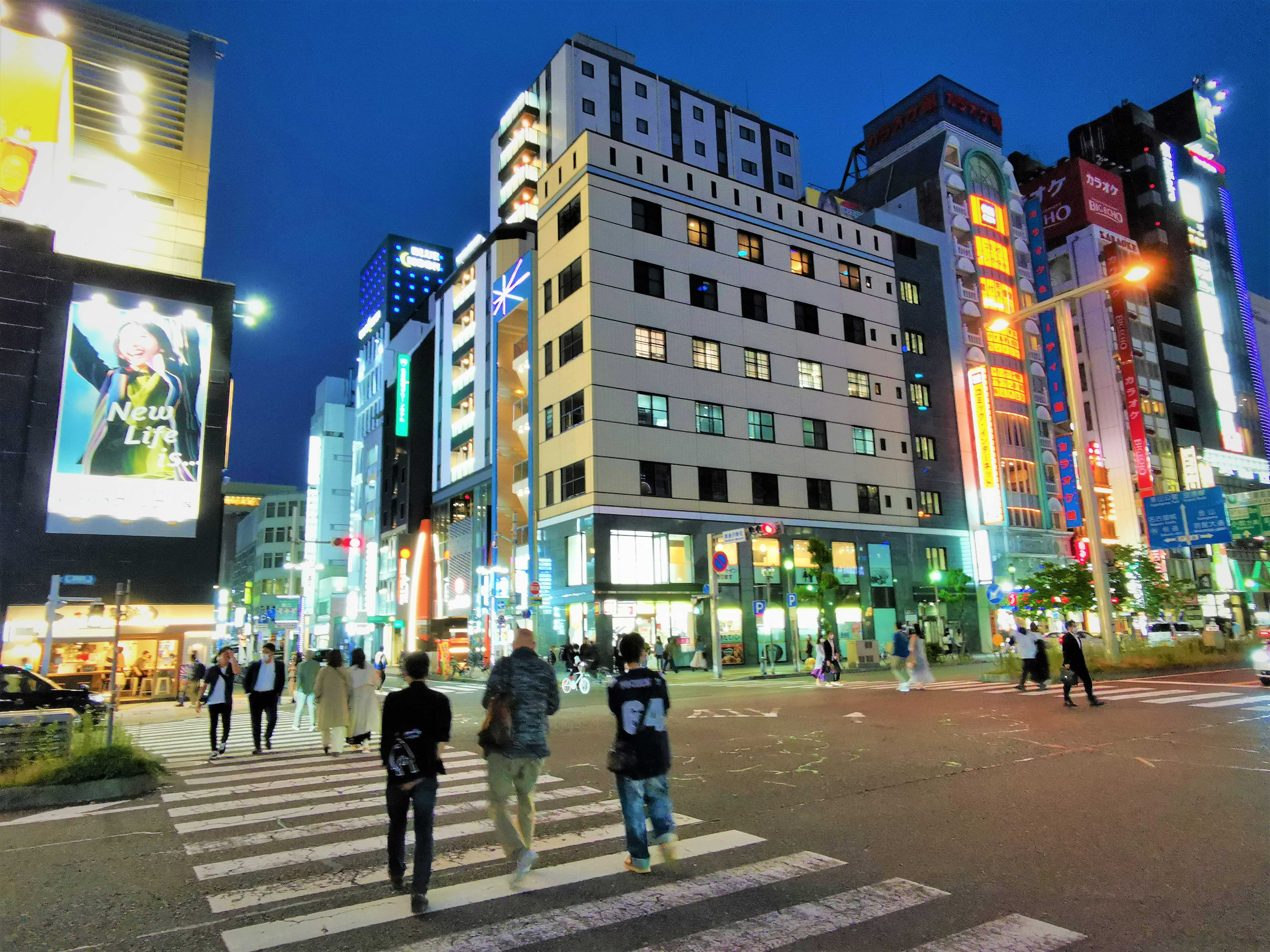
錦三
（愛知県名古屋市中区）

- 山梨県
  - 裏春日（甲府市）
  - 石和（笛吹市）
- 長野県
  - 権堂町（長野市）
- 新潟県
  - 新潟市（政令市）
    - 新潟駅前（中央区）
    - 古町（中央区）

  - 長岡市
    - 殿町
- 富山県
  - 富山市（中核市）
    - 桜木町
    - 新富町
    - 桜町

  - 高岡市
    - 御旅屋町・桐木町

  - 魚津市
    - 柿の木割り
- 石川県
  - 片町（金沢市）
- 福井県
  - 順化（片町）（福井市）
- 静岡県
  - 静岡市（政令市）
    - 両替町（葵区）
    - 紺屋町（葵区）
    - 呉服町（葵区）
    - 常盤町（葵区）
    - 南町（駿河区）
    - 旭町（清水区）
    - 相生町（清水区）
    - 巴町（清水区）
    - 万世町（清水区）

  - 浜松市（政令市）
    - 千歳町（中央区）
    - 鍛治町（中央区）

  - その他静岡県
    - 大手町（沼津市）
    - 渚町（熱海市）
    - キネマ通り（伊東市）
    - 広小路町（三島市）
    - 富士本町（富士市）
- 愛知県
  - 名古屋市（政令市）
    - 栄（中区）
    - 名駅（中村区、西区）
    - 錦三丁目（中区）
    - 女子大小路（中区）
    - 住吉（中区）
    - 呉服町通（プリンセス大通り）（中区）
    - 今池（千種区）
    - 東新町（中区）
    - 新栄（中区）
    - 金山（中区）
    - 納屋橋（中村区）
    - 大須（中区）
    - 大門（中村区）
    - 柴田（南区）

  - 岡崎市（中核市）
    - 東岡崎駅周辺
    - 岡崎駅周辺
    - 六名

  - 豊橋市（中核市）
    - 豊橋駅周辺
    - 松葉町

  - その他愛知県
    - 桜町（刈谷市）
    - 御幸本町（安城市）
- 岐阜県
  - 岐阜市
    - 柳ヶ瀬
    - 金津園
    - 玉宮町
- 三重県
  - 津市
    - 大門
    - 羽所町

  - 四日市市
    - 二番街
    - 西新地
    - 諏訪栄町

  - 愛宕町（松阪市）
  - 新道・高柳（伊勢市）

### 近畿
- 滋賀県
  - 大津市
    - 石山駅周辺
    - 雄琴
    - 浜大津
- 京都府
  - 京都市（政令市）
    - 祇園（東山区）
    - 先斗町（中京区）
    - 木屋町（中京区）
    - 四条河原町（下京区）
- 大阪府
  - 大阪市（政令市）
    - キタ（北区）
      - 北新地
      - 梅田
      - 堂山町
      - 阪急東通商店街
      - 兎我野町

    - ミナミ（おもに中央区）
      - 宗右衛門町
      - 島之内
      - 道頓堀
      - 難波
      - 千日前（一部は浪速区）

    - 新世界（浪速区）
    - 上本町（天王寺区）
    - 天王寺（天王寺区、阿倍野区）
    - 京橋（都島区）
    - 十三（淀川区）
    - 西中島南方（淀川区）

  - その他大阪府
    - 翁橋町（堺市堺区）
    - 江坂（吹田市）
    - 布施（東大阪市）
- 兵庫県
  - 神戸市（政令市）
    - 三宮（中央区）
    - 琴ノ緒町（中央区）
    - 中山手通（中央区）
    - 東門街（中央区）
    - 生田ロード（中央区）
    - 新開地（兵庫区）
    - 福原（兵庫区）
    - 湊川駅周辺（兵庫区）
    - 板宿駅周辺（須磨区）
    - 水道筋（灘区）

  - 姫路市
    - 魚町
    - 二階町

  - その他兵庫県

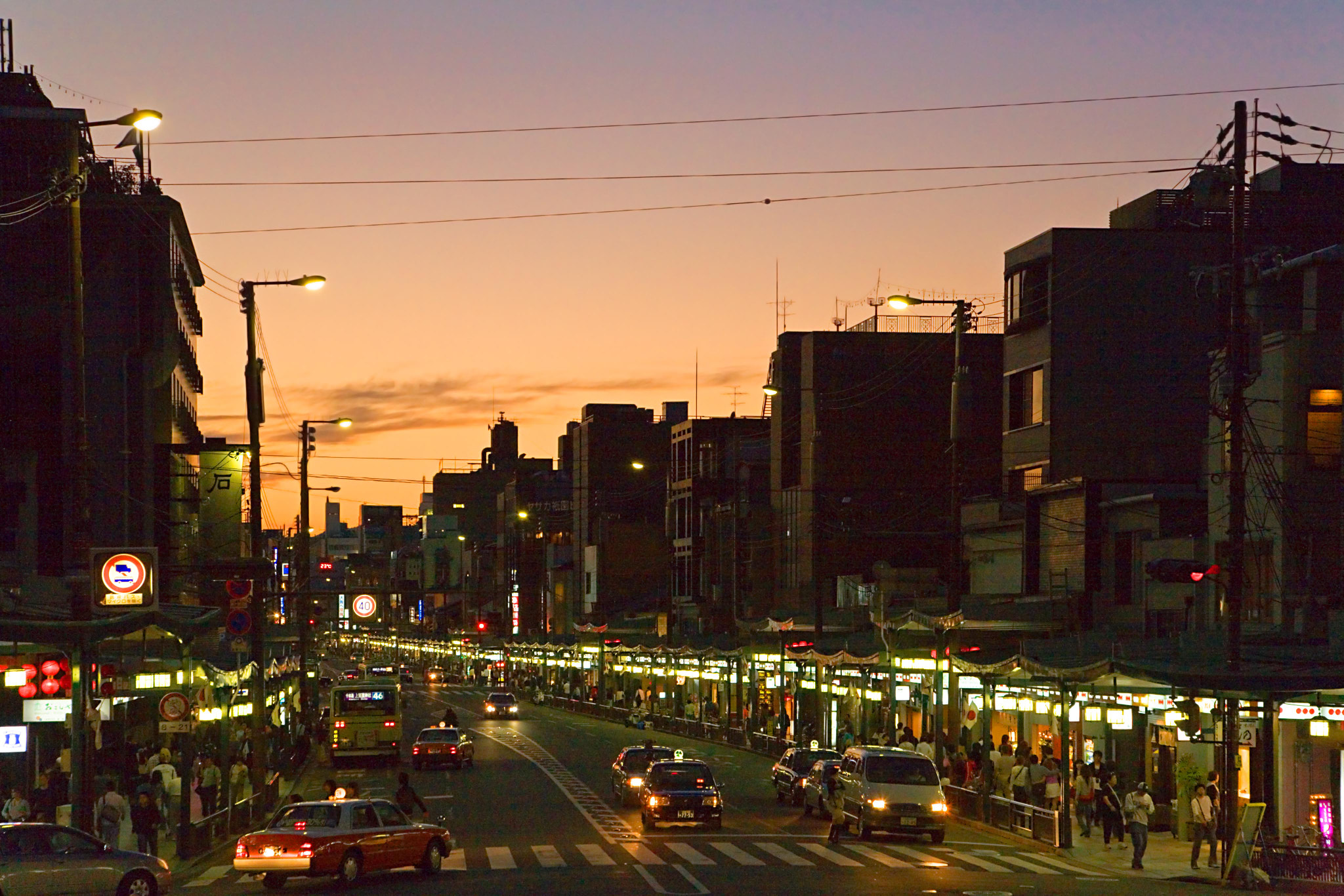
祇園
（京都府京都市東山区）

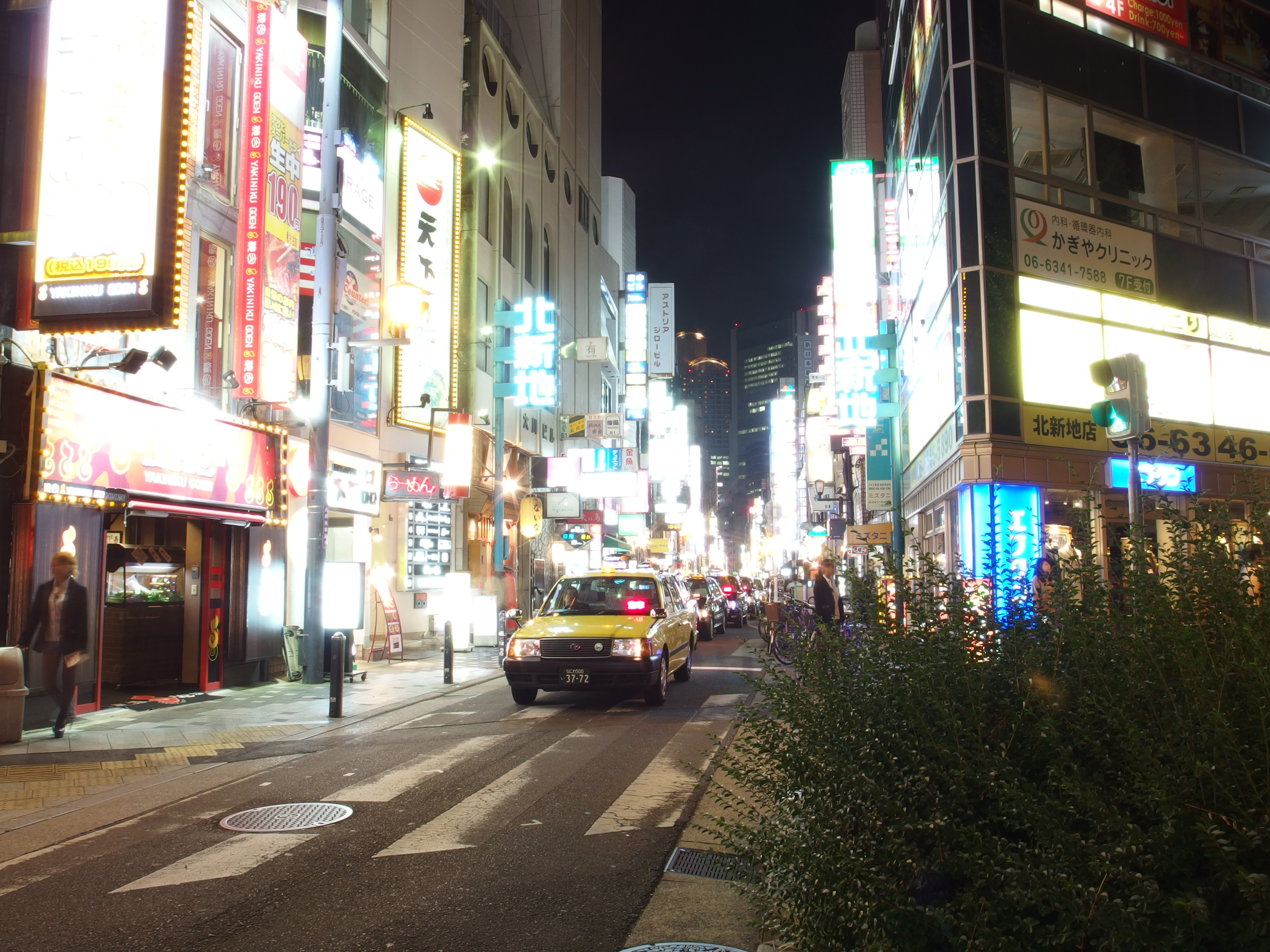
キタ 北新地
（大阪府大阪市北区）

    - 神田北通（阪神尼崎駅周辺、尼崎市）*** 西宮北口駅（西宮市）
    - 明石本町（明石市）
- 奈良県
  - 奈良市
    - ならまち
    - 新大宮
- 和歌山県
  - 新内（和歌山市）

### 中国
- 岡山県
  - 岡山市（政令市）（北区）
    - 田町・中央町（北区）
    - 表町（北区）
    - 本町オペラ通り周辺（北区）
- 広島県
  - 広島市（政令市）
    - 流川（中区）
    - 薬研堀（中区）
    - 新天地（中区）
    - 紙屋町・八丁堀（中区）
    - 鷹野橋商店街（中区）
    - 横川駅東側（西区）

  - 福山市
    - 松浜町周辺

  - 尾道市
    - 新開周辺

  - 呉市
    - れんが通り周辺

  - 東広島市
    - 西条岡町
- 鳥取県
  - 鳥取市
    - 末広温泉町エリア一帯

  - 米子市
    - 朝日町、角盤町
- 島根県
  - 松江市
    - 京店商店街エリア一帯、伊勢宮町

  - 益田市
    - 新天街
- 山口県
  - 山口市
    - 道場門前エリア一帯
    - 湯田温泉

  - 下関市

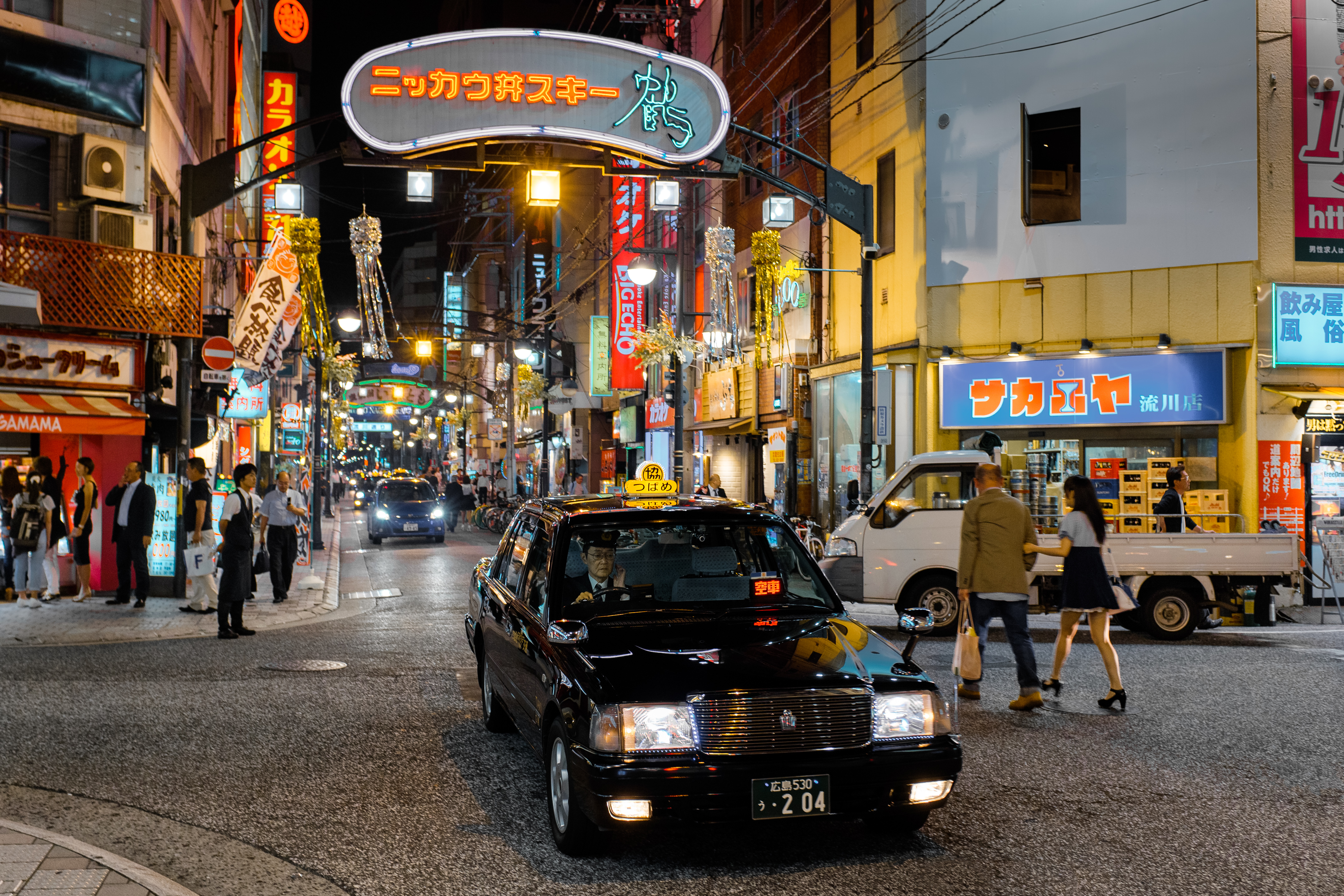
流川（広島県広島市中区）

    - 下関駅周辺エリア（竹崎〈まるは通り〉、豊前田、細江）
    - 唐戸

### 四国
- 香川県
  - 高松市
    - 古馬場町
    - 城東
- 徳島県
  - 徳島市
    - 秋田町
    - 栄町
    - 鷹匠町
    - 富田町
- 高知県
  - 高知市
    - 帯屋町
- 愛媛県
  - 松山市
    - 一番町・二番町・三番町・大街道
    - 道後

### 九州
- 福岡県
  - 北九州市（政令市）
    - 京町（小倉北区）
    - 鍛冶町（小倉北区）
    - 堺町（小倉北区）
    - 紺屋町（小倉北区）
    - 黒崎（八幡西区）

  - 福岡市（政令市）
    - 中洲（博多区）
    - 川端（博多区）
    - 住吉（博多区）
    - 南新地（博多区）
    - 雑餉隈（博多区）
    - 西中洲（中央区）
    - 春吉（中央区）
    - 清川（中央区）
    - 天神（中央区）
    - 親不孝通り（中央区）
    - 大名（中央区）
    - 西通り
    - 今泉（中央区）
    - 西新（早良区）

  - 久留米市
    - 文化街
    - 六ツ門町
- 佐賀県
  - 佐賀市

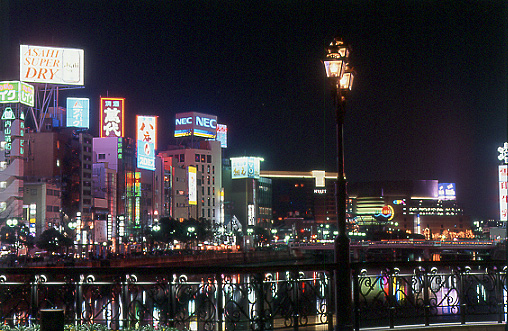
中洲（福岡県福岡市博多区）

    - 愛敬町、白山、松原、中央本町、中の小路、八幡小路

  - 唐津市
    - 木綿町、京町

  - 武雄市
  - 嬉野市
- 長崎県
  - 長崎市
    - 丸山、思案橋

  - 佐世保市
    - 山県町
- 熊本県
  - 熊本市（政令市）
    - 上通周辺（中央区）
    - 下通周辺（中央区）
    - サンロード新市街周辺（中央区）
    - 健軍商店街（東区）
    - 熊本駅周辺（西区）
- 大分県
  - 別府市
    - 流川通り

  - 大分市
    - 都町

  - 佐伯市
    - 仲町周辺地区（新町通り、うまいもん通り）
- 宮崎県
  - 宮崎市
    - 西橘通り

  - 都城市
    - 牟田町
- 鹿児島県
  - 鹿児島市
    - 天文館（文化通り周辺）
    - 鹿児島中央駅
    - 騎射場
- 沖縄県
  - 那覇市
    - 国際通り
    - 松山
    - 真栄原 - 現地でも特に「社交街」と呼ばれる。
    - 安里 - 一部地域は栄町と呼ばれ、これも「社交街」とされている。

  - 宮古島市
    - 西里大通り

  - 石垣市
    - 美崎町

## 韓国の歓楽街
- ソウル特別市
  - 明洞（ミョンドン）、弘大前（ホンデアプ）、狎鴎亭（アックジョン）、江南（カンナム）、新村（シンチョン）、梨泰院（イテウォン）、鍾路（チョンノ）、大学路（テハンノ）、建大（コンデ）
- 釜山広域市
  - 南浦洞（ナムポドン）、西面（ソミョン）

## 台湾
台北市林森北路、東区（忠孝復興駅付近）
台中市台中港路（金錢豹）
台南市沙卡里巴
高雄市七賢路

## タイの歓楽街
- バンコク
  - パッポン通り、ナナ地区

## シンガポールの歓楽街
- ゲイラン

## アメリカ合衆国の歓楽街
- ニューヨーク
  - タイムズスクエア

## フランス
- パリ
  - ビガール地区（モンマルトルの南西麓）

## 香港
- 油尖旺区
  - 砵蘭街

## ドイツ
- ベルリン
  - フリードリヒスハイン＝クロイツベルク区
- ハンブルク
  - レーパーバーン